# Tieleman Franciscus Suys

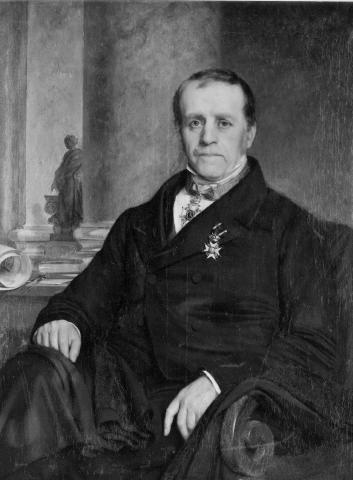
T.F. Suys

Tieleman Franciscus Suys auch Tilman-François Suys (* 1. Juli 1783 in Ostende; † 11. Juli 1861 auf Schloss Munken in Wingene, südlich von Brügge) war ein aus Flandern stammender niederländisch/belgischer Architekt des 19. Jahrhunderts. Als Hofbaumeister des niederländischen Königs Willem I. und des belgischen Königs Leopold I. war er einer der herausragenden Architekten der nördlichen und südlichen Niederlande seiner Zeit. Er wird als einer der wichtigsten Vertreter des Klassizismus und des Eklektizismus betrachtet. 

## Name
Der Nachname Suys wird ‹sö’is› ausgesprochen. (Der Buchstabe U wird im Niederländischen im Normalfall so wie das deutsche Ü ausgesprochen. Folgt dem U jedoch ein I oder ein Y, ähnelt das U mehr dem deutschen Buchstaben Ö.) Es sind verschiedene Namensversionen gebräuchlich. Während im niederländischen Sprachraum die Schreibweise Tieleman Frans Suys verwendet wird, ist im französischen Sprachraum die Namensform Tilman-François Suys gebräuchlich. Gelegentlich finden sich auch Kombinationen des Namens als Tieleman-François Suijs oder Tilman-Francis Suys.

## Leben
Geboren wurde er 1783 in Oostende als Tieleman Franciscus Suys. Er studierte in Brügge und Paris und gewann im Jahr 1812 eine Studienreise nach Rom, wo er bis 1815 verblieb. Wegen der veränderten politischen Lage musste er dann Rom verlassen. Von 1816 bis 1819 unternahm er dann eine ausgedehnte Studienreise durch Italien, die von König Wilhelm I. finanziert wurde. Dabei führte er unter anderem eine gründliche Vermessung des „Palazzo Massimi alle Colonne“ durch, die später in Paris herausgegeben wurde. 
Schließlich ging er, zusammen mit seiner Frau Rosalie nach Amsterdam und ließ er sich dort nieder. Hier kamen auch seine beiden Kinder zur Welt. Er arbeitete nun als Architekt für die Krone der damals noch recht jungen Vereinigten Niederlande (Verenigd Koninkrijk der Nederlanden). 1820 ernannte ihn der König zum Professor der Baukunst an der Koninklijke Academie van Beeldende Kunsten in Amsterdam. Im selben Jahr wurde er Mitglied der Königlich Niederländischen Akademie der Wissenschaften (damals Koninklijk Instituut).
Ab 1825 wirkte er auch in Brüssel, die neben Den Haag die zweite Hauptstadt der Vereinigten Niederlande war. Nach der belgischen Revolution von 1830 blieb Suys in Brüssel, arbeitete allerdings auch weiterhin in den nördlichen Niederlanden. Auch der belgische König schätzte den Architekten, machte ihn zum Hofbaumeister und ließ eine Reihe Projekte unter dessen Federführung realisieren, wie beispielsweise das Leopoldviertel mit dem Leopoldpark in Brüssel. Seit Dezember 1845 war er Mitglied der Académie royale des Sciences, des Lettres et des Beaux-Arts de Belgique.
Von 1835 bis 1861 wirkte T. F. Suys als Professor an der Académie royale des Beaux-Arts de Bruxelles und wurde damit zum Lehrer wichtiger belgischer Architekten, wie Hendrik Beyaert, Joseph Poelaert und Alphonse Balat. Durch diese Lehrtätigkeit hatte er hinsichtlich Klassizismus und Eklektizismus einen wesentlichen Einfluss auf die belgische Architektur des 19. Jahrhunderts. Ein weiterer bekannter Schüler von Suys war der ursprünglich aus den nördlichen Niederlanden stammende, eklektizistische belgische Architekt Jean-Pierre Cluysenaar, der auch in der Gegend um Aachen gewirkt hat.
Im Juli des Jahres 1861 (nach anderen Quellen 1864) starb Suys auf Schloss Munken, dem Anwesen seines Schwiegersohnes. Das Schloss liegt in Wingene bei Brügge. 
In Eindhoven wurde eine Straße nach ihm benannt, da er als der wichtigste Vertreter des Klassizismus in den Niederlanden gilt. Suys war ebenfalls Mitglied des Koninklijk Nederlands instituut.

## Familie
Verheiratet war er mit Rosalie Sophie de Ridder, geboren in Oostende. Das Ehepaar hatte drei Kinder. 1820 kam noch in Oostende Tochter Louise als erstes Kind zur Welt. Es folgten Leon Pieter Suys, geboren am 14. Juni 1823 in Amsterdam sowie Hortense Therese Suys, geboren am 27. Juni 1825, ebenfalls in Amsterdam. Rosalie de Ridder starb kurz nach der Geburt der Tochter am 4. Juli 1825 im Wochenbett.
Sein Sohn Leon Pieter wurde ebenfalls ein bekannter belgischer Architekt, der heute jedoch meistens in der französischen Namensversion Léon-Pierre Suys erscheint. Dieser entwarf unter anderem das eklektizistische Gebäude der Brüsseler Börse (1868–1875). 

## Arbeiten
In den nördlichen Niederlanden (ab 1839: Königreich der Niederlande) war er unter anderem an folgenden Gebäudeerrichtungen bzw. Umbauten beteiligt:
- Orgelgehäuse mit Kanzel in der Neuen Lutherischen Kirche (Ronde Lutherse Kerk) in Amsterdam 1826,[10]
- des Utrechter Landsitzes Het Hoogeland im Jahr 1824,
- des Westportales am St.-Martinus-Dom in Utrecht im Jahr 1824,
- der St.-Antonius-von-Padua-Kirche (Mozes-en-Aaronkerk) am Waterloo-Platz in Amsterdam von 1837 bis 1841,
- der Kirche St. Theresia von Ávila in Den Haag von 1839 bis 1841,
- und ebenfalls in Den Haag die nicht mehr bestehende Boskantkerk von 1843 bis 1845,
- sowie der St.-Antonius-Kirche (Groenmarktkerk) in Haarlem im Jahr 1844.

Beteiligt war er in Brüssel und den südlichen Niederlanden (ab 1839: Königreich Belgien) am Bau bzw. Umbau folgender Gebäude,
- des Königlichen Palastes in Brüssel von 1827 bis 1829, wobei jedoch die von Suys entworfene Nordfassade zum Warandepark hin im Jahr 1904 beseitigt wurde.
- des Palastes des Prinzen von Oranien in Brüssel von 1820 bis 1826 (heutiger Palast der Akademien),
- der markanten Gewächshäuser im Botanischen Garten von Brüssel (St-Joost-ten-Noode), (Suys’ Pläne wurden von 1826 bis 1829 in etwas veränderter Form von P.F. Gineste ausgeführt),
- des Halletores, des letzten erhaltenen Stadttores von Brüssel, heute Museum,
- des linken Flügels und des Gartenflügels am Egmontpalast (ehemaliger Arenbergscher Palast) am Kleinen Zavel in Brüssel ab 1830,
- des Leopold-Viertels und des Leopoldparks in Brüssel,
- des Schlosses Boechout im Nationalen Botanischen Garten von Belgien, in Meise nördlich von Brüssel,
- Pavillons und Orangerien in Tervuren, östlich von Brüssel,
- der St.-Josefs-Kirche aus blauem Stein im Neobarock in Brüssel nach 1842,
- der St.-Jakobs-Kirche auf dem Koudenberg in Brüssel im Jahr 1849 (u. a. den Glockenturm),
- und der St.-Georgs-Kirche (Sint-Joriskerk) in Antwerpen von 1847 bis 1850.